# Copa Santiago de Futebol Juvenil de 2011
A Copa Santiago de Futebol Juvenil de 2011 foi a 23ª edição da competição que é disputada em Santiago no Rio Grande do Sul. Nesta edição a competição foi disputada por 10 equipes, de 4 países diferentes.
O Internacional venceu o Defensor Sporting por 3 a 1 na partida final, tornando-se o Campeão da competição pela 10ª vez.

## Regulamento
A Copa Santiago foi realizada no período de 7 a 22 de janeiro de 2011, com a participação de dez equipes convidadas.
A competição foi disputada pelas equipes participantes, em quatro fases distintas, assim denominadas: Classificatória, Segunda fase, Semifinal, e Final. 

### Classificatória
Na primeira fase os jogos são cruzados entre as chaves "A" e "B", classificando-se três times de cada chave para a segunda fase. Ocorrendo igualdade de pontos ganhos entre duas ou mais equipes, em seus respectivos grupos, para apuração da classificação, é adotado sucessivamente e pela ordem os seguintes critérios: 
1. Maior número de vitórias;
2. Menor número de cartões vermelhos recebidos;
3. Menor número de cartões amarelos recebidos;
4. Sorteio em dia, hora e local designado pela Organização.

### Segunda fase
Na segunda fase os times classificados na fase classificatória jogam entre si, dentro das respectivas chaves definidas na fase anterior. Classificam-se dois de cada chave para a fase semifinal. 

### Semifinais
A fase Semifinal é disputada pelas quatro equipes classificadas na fase anterior, que disputam entre si uma só partida, conforme tabela de jogos definida da seguinte forma:
| Jogo | Disputa                                                    |
| ---- | ---------------------------------------------------------- |
| SF 1 | Primeiro colocado do Grupo A x Segundo colocado do Grupo B |
| SF 2 | Primeiro colocado do Grupo B x Segundo colocado do Grupo A |

Se o resultado for o de empate em qualquer uma das partidas desta fase, classificam-se para a próxima fase as vencedoras na cobrança de pênaltis.

### Final
A Final é disputada pelas duas equipes classificadas na fase anterior, que disputam entre si uma só partida, conforme tabela definida da seguinte forma:
| Disputa                       |
| ----------------------------- |
| Vencedor SF 1 x Vencedor SF 2 |

A equipe vencedora é declarada Campeã da Copa Santiago de Futebol Juvenil e a perdedora a Vice-Campeã. Se o resultado for o de empate em qualquer uma das partidas desta fase, o campeão é conhecido através de cobrança de pênaltis.

## Classificatória

### Grupo A
| Pos | Time                         | Pts | J | V | E | D | GP | GS | SG |
| --- | ---------------------------- | --- | - | - | - | - | -- | -- | -- |
| 1   | Defensor Sporting            | 12  | 5 | 4 | 0 | 1 | 11 | 5  | +6 |
| 2   | Futebol Cruzeiro de Santiago | 9   | 5 | 3 | 0 | 2 | 4  | 7  | -3 |
| 3   | Internacional                | 9   | 5 | 3 | 0 | 2 | 7  | 6  | +1 |
| 4   | Atlético Paranaense          | 3   | 5 | 0 | 3 | 2 | 8  | 13 | -5 |
| 5   | Universidad de Chile         | 3   | 5 | 1 | 0 | 4 | 6  | 11 | -5 |

### Grupo B
| Pos | Time            | Pts | J | V | E | D | GP | GS | SG  |
| --- | --------------- | --- | - | - | - | - | -- | -- | --- |
| 1   | Danubio         | 12  | 5 | 4 | 0 | 1 | 14 | 4  | +10 |
| 2   | Guaraní         | 9   | 5 | 3 | 0 | 2 | 9  | 6  | +3  |
| 3   | América Mineiro | 7   | 5 | 2 | 1 | 2 | 5  | 5  | 0   |
| 4   | Vasco da Gama   | 4   | 5 | 1 | 1 | 3 | 7  | 11 | -4  |
| 5   | Grêmio          | 4   | 5 | 1 | 1 | 3 | 7  | 10 | -3  |

## Segunda fase

### Grupo A
| Pos | Time                         | Pts | J | V | E | D | GP | GS | SG |
| --- | ---------------------------- | --- | - | - | - | - | -- | -- | -- |
| 1   | Defensor Sporting            | 6   | 2 | 2 | 0 | 0 | 4  | 1  | +3 |
| 2   | Internacional                | 3   | 2 | 1 | 0 | 1 | 2  | 1  | +1 |
| 3   | Futebol Cruzeiro de Santiago | 0   | 2 | 0 | 0 | 2 | 1  | 5  | -4 |

### Grupo B
| Pos | Time            | Pts | J | V | E | D | GP | GS | SG |
| --- | --------------- | --- | - | - | - | - | -- | -- | -- |
| 1   | América Mineiro | 3   | 2 | 1 | 0 | 1 | 3  | 3  | 0  |
| 2   | Danubio         | 3   | 2 | 1 | 0 | 1 | 3  | 4  | -1 |
| 3   | Guaraní         | 3   | 2 | 1 | 0 | 1 | 2  | 1  | +1 |

|  | Semifinais        | Semifinais        | Semifinais    |               |                   | Final             | Final | Final |  |
|  |                   |                   |               |               |                   |                   |       |       |  |
|  | Defensor Sporting | Defensor Sporting | 1(5)          |               |                   |                   |       |       |  |
|  | Defensor Sporting | Defensor Sporting | 1(5)          |               |                   |                   |       |       |  |
|  | Danubio           | Danubio           | 1(4)          |               |                   |                   |       |       |  |
|  | Danubio           | Danubio           | 1(4)          |               | Defensor Sporting | Defensor Sporting | 1     |       |  |
|  |                   |                   |               |               | Defensor Sporting | Defensor Sporting | 1     |       |  |
|  |                   |                   | Internacional | Internacional | 3                 |                   |       |       |  |
|  | América Mineiro   | América Mineiro   | Internacional | Internacional | 3                 | 0(1)              |       |       |  |
|  | América Mineiro   | América Mineiro   |               |               |                   |                   |       |       |  |
|  | Internacional     | Internacional     | 0(2)          |               |                   |                   |       |       |  |

## Premiações
| Copa Santiago de Futebol Juvenil de 2011 |
| Rio Grande do Sul                        |
| ---------------------------------------- |
| Internacional Campeão (10º título)       |